# Montalbán de Córdoba
Montalbán de Córdoba is een gemeente in de Spaanse provincie Córdoba in de regio Andalusië met een oppervlakte van 34 km². In 2001 telde Montalbán de Córdoba 4617 inwoners.

## Demografische ontwikkeling
Bron: INE, 1857-2011: volkstellingen